# Меличкіно
Меличкіно (рос. Меличкино) — присілок в Малоярославецькому районі Калузької області Російської Федерації.
Населення становить 14 осіб. Входить до складу муніципального утворення Село Коллонтай.

## Історія
Від 2004 року входить до складу муніципального утворення Село Коллонтай.

## Населення
| 2002 | 2010 |
| ---- | ---- |
| 21   | ↘14  |